# Šírův mlýn
Šírův mlýn (nazýván též Prakovický mlýn) je zaniklý vodní mlýn stojící na potoku Cedron v Dolních Štěpanicích.

## Historie
Šírův mlýn byl postaven v 19. století. Stavitelem a prvním majitelem byl roku 1849 Franc Schier (česky František Šír). Ten vystavěl roubený jednopatrový mlýn. Roku 1934 byl přestavěn na dvoupatrovou zděnou budovu. Ve třicátých letech zde byla též instalována malá, dnes velmi vzácná, Francisova turbina spirální s horizontální hřídelí od pardubické firmy Josef Prokop a synové. Ta zůstala zachována až do současnosti.
Během druhé světové války mlýn mlel načerno a pořádaly se v něm i ilegální sešlosti, během kterých se pouštěly zakázané české písničky.
Ve mlýně se přestalo mlít roku 1952, avšak v omezeném režimu fungoval zhruba do roku 1975, stále ve vlastnictví rodiny Šírů. 

## Zajímavosti
Mlýn byl v okolí slavný svými koláči. Dodnes jsou "prakovické koláče" vysoce ceněny.